# Aino Sibelius

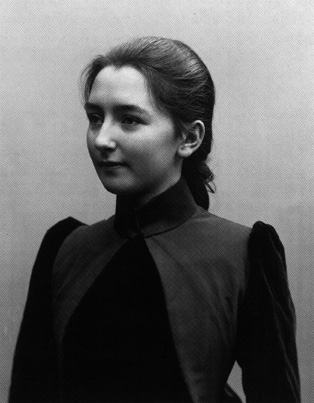
Aino Järnefelt im Jahr 1888

Aino Sibelius geb. Järnefelt (* 10. August 1871 in Helsinki; † 8. Juni 1969 in Ainola, Järvenpää) war die Ehefrau des finnischen Komponisten Jean Sibelius. Aus der Ehe gingen sechs Töchter hervor: Eva (1893–1978), Ruth (1894–1976), Kirsti (1898–1900), Katarina (1903–1984), Margareta (1908–1988) und Heidi (1911–1982).

## Leben
Aino Järnefelt war die Tochter des finnischen Generals und Provinz-Gouverneurs Alexander Järnefelt und seiner Frau Elisabeth (geb. Clodt von Jürgensburg). Sie hatte sechs Geschwister, darunter den Schriftsteller Arvid Järnefelt, den Maler Eero Järnefelt und den Komponisten und Dirigenten Armas Järnefelt.

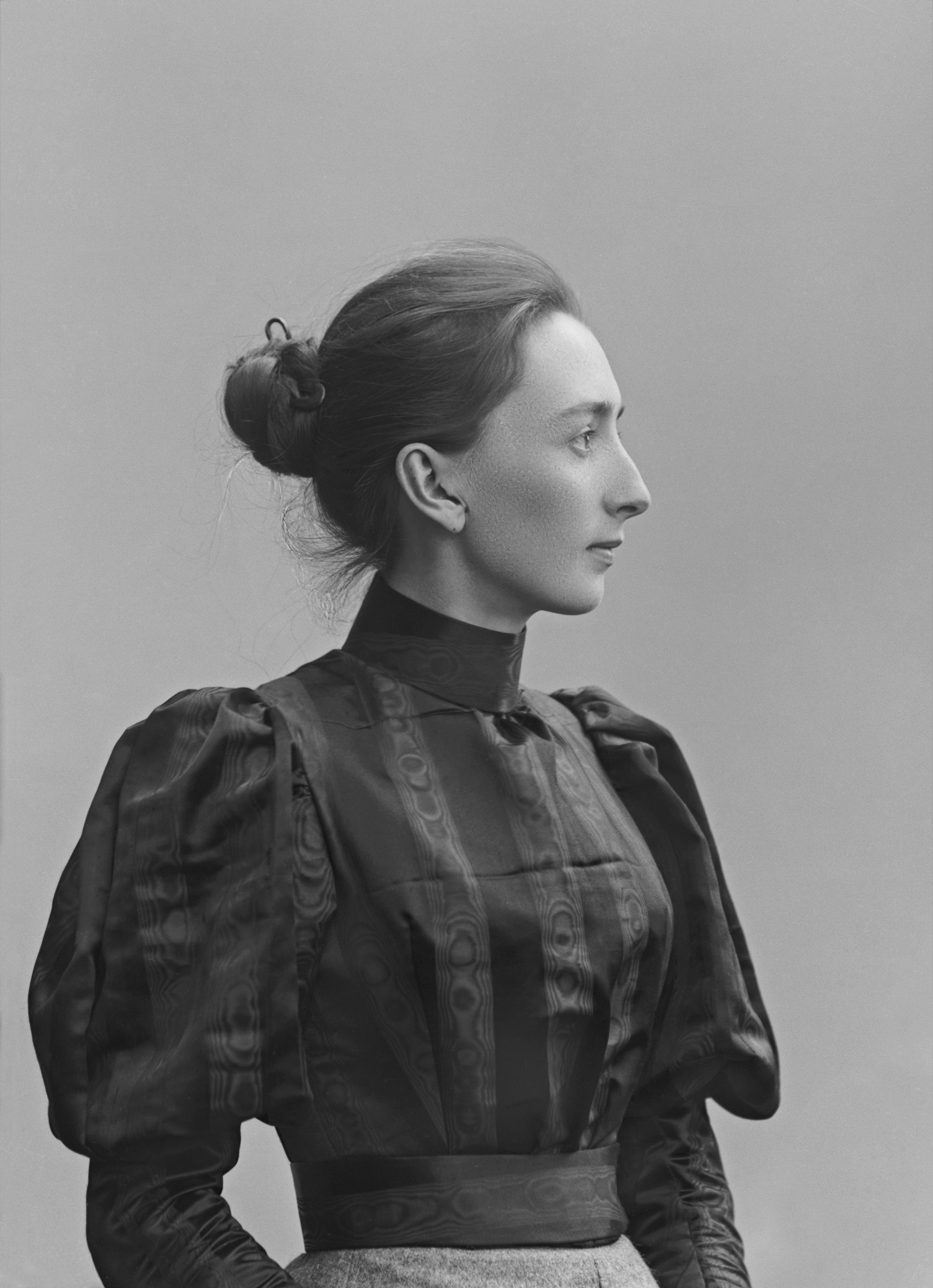
Aino Sibelius um 1891

Es war ihr Bruder Armas, der seinen Kommilitonen Jean Sibelius im Winter 1889 der Familie vorstellte. Zu dieser Zeit warb auch der Schriftsteller Juhani Aho erfolglos um Aino. Nachdem Jean Sibelius von seinen Studienaufenthalten in Berlin und Wien zurückgekehrt war, heiratete er sie in Maxmo am 10. Juni 1892.
Seit ihrer Verlobung hatten Aino und Jean von einem eigenen Haus auf dem Lande gesprochen und hatten ab 1898 begonnen, eine Immobilie in der Nähe des Tuusula-Sees zu suchen. Als dann Jeans wohlhabender Onkel im Juli 1903 starb, erwarben sie einen Hektar Land in Järvenpää am Tuusula-See und bezahlten von dem Erbteil den Architekten Lars Sonck für den Entwurf eines Hauses, dem sie nach Aino den Namen Ainola gaben.
Nach dem Einzug 1904 waren Ainos erste Jahre in Järvenpää von finanziellen Problemen und dem ausschweifenden Lebensstil ihres Ehemanns geprägt. Um die Familie zu versorgen, legte Aino einen Gemüsegarten an. Nachdem das Paar das Schulgeld nicht aufbringen konnte, musste sie zudem die Töchter zuhause unterrichten. 1907 verbrachte sie zur Erholung einige Zeit im Hyvinkää-Sanatorium.
1908 musste sich Jean Sibelius einer Kehlkopf-Operation unterziehen und verzichtete die nächsten sieben Jahre auf Alkohol. Diese sieben Jahre bezeichnete Aino später als die schönsten ihres Lebens. 1908 wurde auch Margareta geboren, gefolgt von Heidi im Jahr 1911, als Aino bereits 40 Jahre alt war. Alle Töchter wuchsen in Ainola auf, nur 1918, während des Finnischen Bürgerkriegs, musste die Familie einige Monate in Helsinki verbringen.

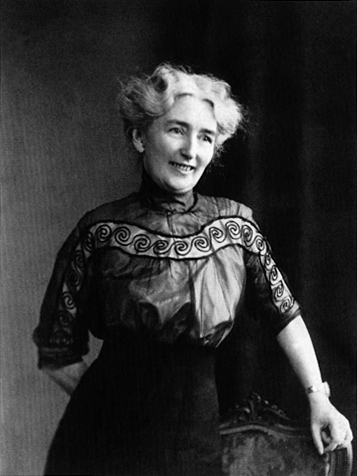
Aino Sibelius im Jahr 1922

In den 1930er Jahren verließen alle Töchter das Elternhaus und Aino wollte nach Helsinki umziehen, um näher bei den Kindern zu sein. Deshalb verlebten Aino und ihr Mann in den nächsten Jahren einige Zeit in Helsinki. 1941 kehrten sie aber auf Grund möglicher Luftangriffe durch die sowjetische Luftwaffe nach Ainola zurück. Jean und Aino blieben dort bis zum Ende ihres Lebens. Die Ehe dauerte insgesamt 65 Jahre.
Jean Sibelius starb am 20. September 1957 in Ainola und wurde dort im Garten beigesetzt. In den Jahren nach seinem Tod half Aino den Schriftstellern Santeri Levas and Erik W. Tawaststjerna dabei, eine Biografie von Jean Sibelius zu schreiben. Sie starb am 8. Juni 1969, fast 98 Jahre alt, und wurde neben Jean beigesetzt.

## Bücher
Aino Sibelius war Co-Autorin folgender Bücher (Briefwechsel):
- Suvisirkku Talas, Aino Sibelius: Aino Sibeliuksen kirjeitä Järnefelt-suvun jäsenille. Suomalaisen Kirjallisuuden Seura, Helsinki, ISBN 951-717-978-2 (finnisch).
- Jean Sibelius, Suvisirkku Talas, Aino Sibelius: Sydämen aamu: Aino Järnefeltin ja Jean Sibeliuksen kihlausajan kirjeitä. Suomalaisen Kirjallisuuden Seura, Helsinki, ISBN 951-746-148-8 (finnisch).
- Jean Sibelius, Suvisirkku Talas, Aino Sibelius: Tulen synty: Aino ja Jean Sibeliuksen kirjeenvaihtoa 1892–1904. Suomalaisen Kirjallisuuden Seura, Helsinki, ISBN 951-746-471-1 (finnisch).